# Medetera setosa
Medetera setosa är en tvåvingeart som beskrevs av Octave Parent 1931. Medetera setosa ingår i släktet Medetera och familjen styltflugor.
Artens utbredningsområde är Peru. Inga underarter finns listade i Catalogue of Life.